# Altered Images
Altered Images – szkocki zespół muzyczny, działający w latach 1979–1984.
W pierwszym składzie zespołu występowali szkolni koledzy: Clare Grogan (śpiew), Tony McDaid (gitara, bas), Jim McIven (gitara, instr. klawiszowe), Johnny McElhone (bas, gitara) i Michel Anderson (perkusja). W 1982 ze składu odeszli McIven i Anderson, a dołączył doń gitarzysta Stephen Lironi.
Do największych przebojów grupy należą: „Happy Birthday”, „I Could Be Happy”, „See Those Eyes”, „Pinky Blue”, „Don’t Talk to Me About Love”.

## Dyskografia
Spis sporządzono na podstawie materiału źródłowego.
Albumy studyjne
- Happy Birthday (1981)
- Pinky Blue (1982)
- Bite (1983)
- Collected Images (1984)